# Ernst von Stern

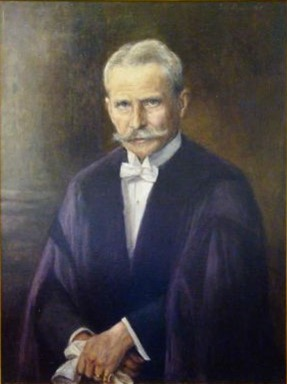
Ernst von Stern; Posthumes Porträt von Susanne von Nathusius

Ernst Wal(l)fried von Stern (russisch Эрнст Романович Штерн; * 25. Juni 1859 auf Gut Seyershof (Gouvernement Livland); † 27. April 1924 in Halle) war ein deutsch-russischer Althistoriker und Klassischer Philologie.
Ernst von Stern entstammte dem deutschbaltischen Adel und war Sohn eines Gutsbesitzers. 1877 absolvierte er das Dorpater Gymnasium und studierte anschließend Klassische Philologie und Archäologie an der Kaiserlichen Universität Dorpat und der Leipziger Universität. 1883 erfolgte der Magisterabschluss. 1884 wurde er an der Universität Dorpat mit der Arbeit Catilina und die Parteikämpfe in Rom der Jahre 66–63 promoviert. Ebenfalls erfolgte 1884 die Habilitation an der Universität Odessa. Dort war er seit 1884 Privatdozent, 1886 wurde er außerordentlicher und 1888 ordentlicher Professor für Klassische Philologie. 1900/01 lehrte er an der Universität Moskau. Von 1896 bis 1911 war Stern ordentlicher Professor an der Universität Odessa und Direktor des dortigen Museums der Kaiserlichen Gesellschaft für Geschichte und Altertümer. Anfang des 20. Jahrhunderts führte er Ausgrabungen in der ionischen Kolonie auf der Insel Berezan durch, wo er u. a. den Runenstein von Beresan fand. Daneben leitete er von 1908 bis 1911 die Frauenhochschule in Odessa. Außerdem war Stern von 1908 bis 1911 Ehrenkurator der St. Pauli-Realschule in Odessa. 1906 wurde er von Nikolaus II. zum Kaiserlichen Wirklichen Staatsrat (Rang IV) ernannt und erhielt größere Mittel für Forschungen zur Verfügung gestellt.
Trotz zahlreicher hoher russischer Auszeichnungen, so den St.-Wladimir-Orden III., den St.-Anna-Orden II. und den St.-Stanislaus-Orden II. Klasse, nahm er 1911 einen Ruf an die Universität Halle an, einen ersten Ruf hatte er 1906 noch abgelehnt. Ab 1921 war Stern Vertreter der Universität Halle in der Notgemeinschaft der deutschen Wissenschaft. 1921/22 und 1923/24 war er Rektor der Universität. Er war preußischer Geheimer Regierungsrat. Stern publizierte zur römischen wie zur griechischen Geschichte.
Er war seit 1885 mit Alice von Lilienfeld (1861–1915) vermählt, mit der er wenigstens eine Tochter Benita Helene (* 1886) hatte, die 1915 den Dr. med. und nachmaligen Universitätsprofessor in Halle (Saale), Johann Joseph Sowade (* 1878) heiratete.

## Schriften (Auswahl)
- Catilina und die Parteikämpfe in Rom der Jahre 66–63. Dorpat 1883 (archive.org).
- Geschichte der spartanischen und thebanischen Hegemonie vom Königsfrieden bis zur Schlacht bei Mantinea. Dorpat 1884 (archive.org).
- Das Hannibalische Truppenverzeichnis bei Livius (XXI, C. 22). Calvary, Berlin 1891.
- Zur Entstehung und ursprünglichen Bedeutung des Ephorats in Sparta. Calvary, Berlin 1894. Nachdruck: Kraus, Nendeln 1975.
- Die praemykenische Kultur in Südrußland. Moskau 1906.
- Der Höchstpreis. Eine systematische Untersuchung auf Grund der Erfahrungen der deutschen Kriegswirtschaft. Schweitzer, München 1923.